# زومبي (أغنية)
«زومبي» (بالإنجليزية: Zombie)‏ هي أغنية احتجاجية لفرقة ذي كرانبيريز الأيرلندية البديلة ، وقد كُتبت إحياء لذكرى الضحيتين الشابتين اللتين قُتلا في تفجيرات وارينغتون عام 1993، جوناثان بول وتيم باري. تم إصدارها في سبتمبر 1994 كأغنية رئيسية من ألبوم الاستوديو الثاني، لا داعي للجدل، قبل أسبوعين من إصدار الألبوم. لطالما اعترف نقاد الموسيقى بـ «الزومبي» من قبل ذي كرانبيريز على أنها «تحفة من موسيقى الروك البديلة».
الأغنية كتبتها المغنية الرئيسية للفرقة دولوريس أوريوردان ووصلت إلى رقم.1 على الرسوم البيانية لأستراليا وبلجيكا والدنمارك وفرنسا وألمانيا وأيسلندا، وكذلك على مخطط بيلبورد مسارات الصخور الحديثة في الولايات المتحدة. تم التصويت على الأغنية من قبل مستمعي تريبل جي كـ رقم 1 على تريبل جي أفضل 100، مخطط 1994. فازت بجائزة أفضل أغنية في حفل توزيع جوائز لعام 1995.
في عام 2017، تم إصدار الأغنية كنسخة صوتية مجردة من ألبوم (شئ أخر) الخاص بالفرقة. في أبريل 2020، أصبحت أول أغنية لفرقة أيرلندية تتجاوز المليار مشاهدة على يوتيوب. اعتبارًا من أبريل 2020، تم بث أغنية زومبى 472 مليون مرة على سبوتيفاي وباعت 778,942 نسخة في المملكة المتحدة.

## الخلفية والتكوين
خلال الاضطرابات، توفي أكثر من 3500 شخص وأصيب عشرات الآلاف في أكثر من 30 عامًا من الصراع المعقد والوحشي في كثير من الأحيان. قتل الجيش الجمهوري الأيرلندي، الذي كان مكرسًا لإخراج القوات البريطانية من أيرلندا الشمالية وتوحيد أيرلندا، أكثر من 2000 شخص قتلوا خلال هذا الوقت. خلال هذا الوقت، تم تنفيذ أكثر من 10000 هجوم بالقنابل في أيرلندا الشمالية وجمهورية أيرلندا وبريطانيا العظمى، في نزاع مسلح بين الجيش الجمهوري الأيرلندي المؤقت، والقوات شبه العسكرية الموالية لأولستر، وقوات الأمن البريطانية.
كُتبت الأغنية ردًا على مقتل جوناثان بول، 3 أعوام، وتيم باري، 12 عامًا، اللذين قُتلا في تفجير الجيش الجمهوري الإيرلندي في وارينجتون، شمال غرب إنجلترا، عندما تم تفجير جهازين مختبئين في صناديق قمامة. مات بول في مكان القصف نتيجة لإصابته بشظايا، وبعد خمسة أيام، فقد باري حياته نتيجة إصابات قاتلة في الرأس. أصيب 56 آخرون، بعضهم إصابات خطيرة. توفي باري بين ذراعي والده في مستشفى والتون في ليفربول. ذهب الصبيان للتسوق لشراء بطاقات عيد الأم في أحد أكثر شوارع التسوق ازدحامًا في المدينة.

## استقبال

### الاستقبال والتكريم
في 23 نوفمبر 1995، فازت فرقة ذي كرانبيريز بجائزة أفضل أغنية لـ «زومبى» في حفل توزيع جوائز أم تي في أوروبا الموسيقية لعام 1995، وتغلبت على مايكل جاكسون، سيل، ذا أوفسبرينج وتي إل سي.

## أداء الرسم البياني
تصدرت «زومبى» الرسوم البيانية في عشر دول. في 29 أكتوبر 1994، ذهبت الأغنية إلى رقم 1 على مخطط بيلبورد البث البديل بالولايات المتحدة، حيث قضى 23 أسبوعًا على الرسم البياني. الجمهور الأسترالي «استحوذ على الأغنية بشكل خاص». صوّت مستمعي تريبل جي لصالح «زومبى» كـ رقم 1 على مخطط تريبل جي أفضل 100 لعام 1994  أحد أكبر استطلاعات الرأي الموسيقية العامة في العالم، يثبت لأول مرة على الإطلاق أن مغنية فازت بجائزة تريبل جي أفضل 100. في 18 ديسمبر 1994، وصلت الأغنية إلى رقم 1 على مخطط أرياالفردي، حيث بقي لمدة سبعة أسابيع متتالية. بلغ ذروتها في رقم.1 وقضى ثمانية وعشرين أسبوعًا على الرسوم البيانية الألمانية الرسمية. في 25 ديسمبر 1994، ظهرت الأغنية لأول مرة في المركز 27 في أو3 النمسا من أفضل 40 ، وصعد إلى المرتبة رقم.2، حيث بقيت لمدة ثمانية أسابيع. ظهر فيلم «زومبى» في قائمة سنيب أفضل 100 الفرنسية في المركز الأول.4 في 25 فبراير 1995. في الأسبوع التالي، انتقلت الأغنية إلى رقم 1؛ أمضت تسعة أسابيع متتالية في الجزء العلوي وما مجموعه أربعة وعشرين أسبوعًا على مخطط الفردي.
رفضت أسلاند ريكوردز احتمال إطلاق «زومبى» كأغنية واحدة للمتاجر الأمريكية، مشيرة إلى أنها لا تريد أن تتعارض مع روح الفرقة الأصلية. قام الناقد الموسيقي جون بريم من ستار تريبيون بتوضيح تحليل الشركة بإيجاز: «بالنسبة للفرقة، إنها مسألة مصداقية». وأشار بريم كذلك إلى أن أسلاند ريكوردز «ببساطة لا تريد أن تقوم الصناعة بتلبيس التوت البري باعتباره أحد أفضل 40 عملًا». بعد إطلاق الأغنية، في وقت لاحق من العام، أكدت عائلة كرانبيري هويتها البديلة، قائلة إنها «لا تريد أن تعتبر مجرد فرقة بوب». قال الطبال فيرغال لولر، «عندها يمكنك الذهاب إلى الطرف الآخر المتمثل في كونك بديلاً بحيث لا يشتري أحد سجلاتك. لحسن الحظ، نحن نوعًا ما في المنتصف. نحن مزيج من موسيقى البوب والروك والبديل، على ما أعتقد».

## أغنية مصورة

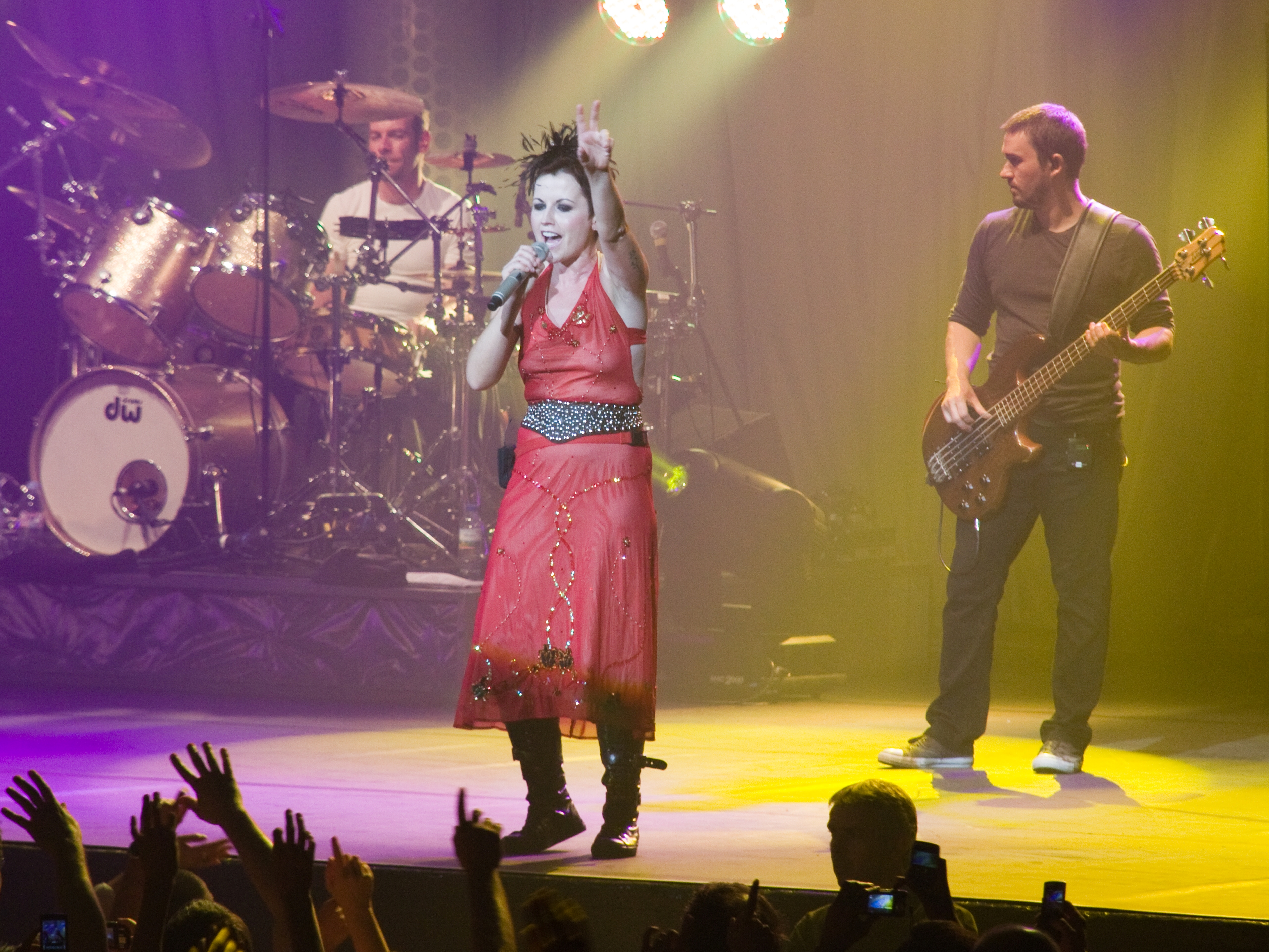
حفل فرقة Cranberries في مسرح Zenith في باريس، 31 مايو 2010.

### الخلفية والإنتاج
تم إصدار «زومبى» مع فيديو موسيقي في أكتوبر 1994. الفيديو من إخراج صموئيل باير، وإنتاج دوج فريدمان و HSI. الإنتاج. تم تصوير الفيديو الموسيقي في بلفاست، أيرلندا الشمالية، في قلب الاضطرابات مع لقطات حقيقية، وفي دبلن. حجة باير على قدرتها على تسجيل لقطات فيديو لجداريات وأطفال وجنود في دورية في بلفاست كانت تحت ذريعة زائفة. قال: «كانت لدينا قصة (غلاف) أننا كنا نصنع فيلمًا وثائقيًا عن جهود حفظ السلام في أيرلندا». تذكرت أوريوردان قول باير لها «كم كانت متوترة وكيف أذهله كل شيء. حصل على لقطات للأطفال وهم يقفزون من مبنى إلى آخر، وحصل على الكثير من اللقطات للجيش. لقد كان مخرجًا جيدًا جدًا». تم تصوير لقطات الأداء بالألوان على مسرح صوتي في لوس أنجلوس على مدار ستة أيام.

### ملخص
في الفيديو، أوريوردان مغطى بمكياج ذهبي ويظهر أمام صليب عملاق مع مجموعة من الأولاد مغطاة بمكياج فضي. يشتمل الفيديو أيضًا على مقاطع لأطفال محليين يلعبون ألعابًا حربية، عرض من قبل ذي كرانبيريز، وجنود بريطانيين من أرغيل وساذرلاند هايلاندرز (كما يتضح من التعرف التكتيكي ذي الخط الأحمر الرفيع) ومضات في دورية في أيرلندا الشمالية. كما تتميز بلقطات من الجداريات المختلفة (IRA و UDA و UFF و UVF وبوبي ساندز).

### بي بي سي الحظر
تم حظر الفيديو الموسيقي لـ «زومبى» من قبل بي بي سي بسبب «صوره العنيفة». كما تم حظره من قبل راديو وتلفزيون أيرلندا، الإذاعة الوطنية الأيرلندية. بدلاً من ذلك، اختارت كل من BBC و RTÉ بث نسخة معدلة تركز على لقطات الفرقة في عرض حي، وهي نسخة تبرأ منها ذي كرانبيريز بشكل أساسي. على الرغم من جهودهم للحفاظ على الفيديو الأصلي «بعيدًا عن الأنظار من الجمهور»، فقد سادت بعض اللقطات الأولية، مع مشاهد لأطفال يحملون بنادق. قرار بي بي سي بحظر الفيديو أعاق نجاح الأغنية في المملكة المتحدة، حيث وصلت الأغنية إلى المرتبة الأولى.14 في الرسوم البيانية.

### الاستقبال والتكريم
عكست الأغنية والفيديو الموسيقي الرسمي الزمان والمكان، بالإضافة إلى قطعة مهمة من الهوية الأيرلندية، والتي "لاقت صدى لدى ملايين الأشخاص في جميع أنحاء العالم". حصل فيلم «زومبى» على ترشيح لأفضل فيديو بديل في حفل توزيع جوائز MTV Europe Music Awards لعام 1995. علق الكاتب جوش جونز على أن فيديو «زومبى» يقدم مجموعة كلاسيكية من المراوغات الأسلوبية في التسعينيات، من مجموعة ديريك جارمان المستوحاة من الأعمال الفنية إلى استخدام الرسائل السياسية الجادة بالأبيض والأسود ". وأضاف، "[و] نحن كبار السن، إنها ضربة نقية تقريبًا من الحنين إلى الماضي، وبالنسبة للشباب، عينة مثالية تقريبًا من جماليات الصخور في العقد". في 23 أكتوبر 2019، حصل فيلم «زومبى» على المرتبة الأولى. رقم 5 في "القائمة النهائية لمقاطع فيديو موسيقى الروك الأكثر مشاهدة في العالم"، الصادرة عن فيفو. في 18 أبريل 2020، نجح الفيديو الموسيقي الرسمي في الوصول إلى أكثر من 1 مليار مشاهدة وأصبحت أول أغنية تقودها امرأة، وأول أغنية لفنان أيرلندي، والأغنية السادسة من القرن العشرين للوصول إلى هذا الإنجاز. في نفس اليوم، قام موقع Post-Punk.com بتقدير أغنية «زومبى» لفرقة Cranberries باعتبارها "واحدة من أكثر الأغاني ومقاطع الفيديو تأثيرًا وتأثيرًا في أوائل التسعينيات". قال باسست مايك هوجان عن الإنجاز "ما زلت أتذكر صنع مثل هذا الفيديو الرائع ورؤية تأثيره - ولا يزال - على الناس". في 20 أبريل 2020، تمت إعادة صياغة الفيديو الخاص بـ «زومبى» بدقة 4K وتم إصداره رسميًا على يوتيوب، مع لقطات غير مرئية سابقًا من تصوير الفيديو الأصلي.

## الرقابة
في آذار / مارس 2003، عشية اندلاع الحرب في العراق، أصدرت الحكومة البريطانية ووكالة التحكم في التليفزيون البريطاني بيانًا قال فيه إن كود البرنامج الخاص بمركز التجارة الدولية سيحذف مؤقتًا من بث الأغاني ومقاطع الفيديو الموسيقية التي تعرض «مواد حساسة»، بما في ذلك «زومبي». امتثلت مجموعات إعلامية عديدة لقرار تجنب «الإساءة إلى الشعور العام»، إلى جانب MTV Europe. نظرًا لأنه انتهك إرشادات مركز التجارة الدولية، تم وضع «زومبي» في قائمة سوداء للأغاني، مستهدفة الفيديو الموسيقي الرسمي الخاص بها. تم رفع الرقابة بمجرد انتهاء الصراع في العراق.
في أغسطس 2006، فرضت شبكة سي بي إس رقابة على أداء متسابق أمريكي روك ستار سوبرنوفا لأغنية «زومبي»، نتيجة كلمات الأغاني وحذفت جميع الإشارات للدبابات والقنابل والبنادق.   الرغم من رفض CBS التعليق، ادعى أحد الموظفين أنهم «قلقون من أن الأغنية قد يُنظر إليها على أنها بيان مناهض لحرب العراق».

## روابط خارجية
- «أكبر 10 مقاطع فيديو لموسيقى الروك على الإطلاق» في Louder Sound
- «صور مروعة من الحرب التي استمرت 30 عامًا والتي مزقت أيرلندا الشمالية» على الإطلاق هذا مثير للاهتمام
- «40 صورة فوتوغرافية للمتاعب، نزاع أيرلندا الشمالية» في مجموعة التاريخ